# Волоське (археологія)
Волоське є відомою археологічною пам'яткою Надпоріжжя. Біля Волоського багато пам'яток археології, включаючи кургани. Село розташовано у північній частині порогів, — у Сурського та Лоханського.
Найранішні археологічні знахідки відносяться до давньокам'яної доби.

## Середньокам'яна доба
Поблизу сіл Волоське й Василівки — в унікальних могильниках середньокам'яної доби досліджено понад 80 поховань. Вчені припускають, що поховані, в кістках яких знайдені кременеві наконечники стріл, загинули в результаті зіткнення ворогуючих родових груп.
У 1952 році біля села був знайдені поховання людей, негроїдної раси в позі ембріона. Поховання були розташовані по колу, в центрі якого був скелет без голови. Деякі скелети носили елементи військових пошкоджень (знайдені наконечники стріл, застряглі в кістках). Відносяться до середньої кам'яної доби і датуються 8000 р. до Р. Х.

## Новокам'яна доба
Поселення Сурсько-дніпровської культури нової кам'яної доби.

## Пізня бронзова доба
У 1947—1948 археологічна експедиція під керівництвом Олександра Бодянського виявила і дослідила поселення Сабатинівської культури з кам'яними житлами. На території поселення виявлені ливарні матриці та знаряддя праці пізньої епохи бронзи.

## Пізня античність. Слов'янське поселення
Наприкінці 1940-х років експедицією О. В. Бодянського знайдене поселення антів, що у 1950-их роках визначено пам'ятками пенківської культури. Поселення схоже з сусідніми у Огрені й Олексіївці.